# 伊闊利蒂鎮區 (明尼蘇達州紅湖縣)
伊闊利蒂鎮區（英語：Equality Township）是位於美國明尼蘇達州紅湖縣的一個行政鎮區。

## 地方資料
伊闊利蒂鎮區的面積為123.48平方千米，當中陸地面積為123.42平方千米，而水域面積為0.06平方千米。根據2020年美國人口普查的數據，當地共有人口144人，而人口密度為每平方千米1.17人。